# Scatella lutea
Scatella lutea är en tvåvingeart som beskrevs av Wirth 1955. Scatella lutea ingår i släktet Scatella och familjen vattenflugor. Inga underarter finns listade i Catalogue of Life.